# 창포원로
창포원로는 서울특별시 도봉구 도봉동 서울창포원앞 삼거리에서 경기도 의정부시 호원동 롯데아파트앞 교차로(사거리)를 잇는 도로이다.
2018년 6월 초에 개통했다.

## 통과 구간
서울특별시
- 도봉구

서울창포원입구(도봉산역 입구) 삼거리
경기도
- 의정부시

롯데아파트앞 교차로(사거리)